# Jules Delhaxhe
 (mars 2025).
Jules Joseph Delhaxhe, né à Liège le 23 décembre 1876, est un chanteur et compositeur liégeois du début du XXe siècle. Il fait ses études au Conservatoire royal de Liège avant de travailler en tant que ténor au Pavillon de Flore et au Théâtre royal de Liège ainsi que sur quelques scènes françaises.

## Biographie

### Généralités
Jules Delhaxhe est né à Liège le 23 décembre 1876. Son père, Jules Léonard Delhaxhe, chante en tant que ténor à la Société royale de la Légia. Il passe son enfance à Liège dans le quartier Saint-Léonard et s'installe à Bruxelles par la suite (Boulevard Émile Jacqumain pendant la Grande guerre puis rue du Béguinage).

### Le conservatoire royal de musique de Liège
Jules Delhaxhe entre au Conservatoire royal de musique de Liège en octobre 1886 pour le solfège et en décembre 1887 pour le piano. Élève médiocre et aux absences répétées, il devra quitter la classe solfège à la fin de l'année scolaire 1887-1888 et le piano l'année suivante. Il reprend néanmoins un cursus musical après avoir passé l'examen d'entrée en octobre 1894 pour la section chant. Il y suit les cours des professeurs Bonheur et Göffoel pour le chant, du professeur Carman pour la déclamation lyrique et des professeurs Charlier et Maris pour le solfège. À l'exception de quelques difficultés en solfège les premières années de son cursus, ses professeurs se montrent confiant envers ses capacités de chanteur et lui promettent un bon avenir. Ses études sont en partie financées par l'obtention de la Bourse communale du Chant décernée par la ville de Liège pour favoriser l'apprentissage du chant en 1898 et 1899. Au début du mois de juillet 1900, juste avant d'être diplômé de son cursus de chant, il remporte à l'unanimité un concours de chant donné au Conservatoire.

## Carrière de chanteur

### Liège
Jules Delhaxhe fait sa première apparition sur scène en septembre 1900 au Pavillon de Flore, dans le quartier d'Outremeuse à Liège, dans l'opéra La Mascotte de Edmond Audran. En effet, il a été engagé quelques mois auparavant par Keppens, futur directeur du Pavillon, en qualité de premier ténor. Il se produit pendant quelques mois dans cette salle, jouant dans des opéras tels que Les Mousquetaires au couvent de Louis Varney ou encore La Périchole ou La Belle Hélène d'Offenbach.

### L'étranger
Entre 1901 et 1907 Jules Delhaxhe se produit en France sur les scènes de Cabourg, Reims ou encore du Havre pour laquelle il joue pendant trois saisons. En 1907, il revient à Liège où il est engagé comme ténor au Théâtre Royal de Liège.

## Carrière de compositeur
En tant que compositeur, Jules Delhaxhe est assez éclectique. Il touche à la musique de ballet, de danse, à la chanson populaire et même aux nouvelles tendances venant d'Amérique comme le Foxtrot ou au jazz. Il propose principalement ses compositions à des éditeurs bruxellois comme la maison de Aynssa mais également à des éditeurs carolorégiens ou gantois. Il éditera également une partie de ses œuvres de sa propre initiative.

## L'œuvre de Delhaxhe
| Titre de l'œuvre                          | Genre musical             | Numéro d'opus | Date de création | Éditeur musical                                | Cote du catalogue de l'éditeur |
| ----------------------------------------- | ------------------------- | ------------- | ---------------- | ---------------------------------------------- | ------------------------------ |
| Amour berceur                             | Valse chantée             | /             | 1910             | Cyrille Kerkhofs                               | CK86                           |
| Amour berceur                             | Valse chantée             | /             | 1910             | Musical Office                                 | /                              |
| Aubade à la Lune                          | Aubade                    | 118           | /                | Maison de Aynssa, De Saedeler & Cie successeur | /                              |
| Une Aubade à Venise                       | Aubade                    | /             | /                | /                                              | /                              |
| Autour du moulin                          | /                         | 136           | 1922             | Maison musicale moderne                        | W317P                          |
| Autrefois                                 | Air de ballet, Gavotte    | 110           | /                | Maison de Aynssa, De Saedeler & Cie successeur | 1990                           |
| Ballade printanière                       | Intermezzo                | /             | /                | /                                              | /                              |
| Berceuse au crépuscule                    | Berceuse                  | 121           | 1910             | Maison de Aynssa, De Saedeler & Cie successeur | 4196                           |
| Brise d'automne                           | Caprice                   | /             | /                | /                                              | /                              |
| Bruxelles 1910                            | Marche                    | 50            | /                | Paternotte - Gaucheron                         | RPG422                         |
| La Calinette                              | Two-step                  | /             | 1911             | Lauweryns                                      | /                              |
| Caprice interrompu                        | Morceau de genre, Caprice | 156           | /                | Jules Delhaxhe                                 | /                              |
| Cascade                                   | Valse de concert          | 108           | /                | Maison de Aynssa, De Saedeler & Cie successeur | /                              |
| Les Clochettes enchantées                 | Intermezzo                | /             | /                | /                                              | /                              |
| Danse de ballet                           | Danse de ballet           | 113           | /                | Maison de Aynssa, De Saedeler & Cie successeur | 4202                           |
| Défilé des alliés                         | /                         | 130           | /                | Maison de Aynssa, De Saedeler & Cie successeur | 3091                           |
| Divine extase                             | Romance sans paroles      | /             | /                | /                                              | /                              |
| En extase                                 | Romance                   | /             | /                | /                                              | /                              |
| English Parade (Parade anglaise)          | Marche                    | 131           | /                | Éditions musicales de l'art belge              | AB375                          |
| Le Fox Trotte                             | Foxtrot                   | /             | /                | Maison E. Lelong                               | 3427                           |
| Je veux vous aimer                        | Valse boston              | /             | /                | /                                              | /                              |
| Un jour d'automne                         | Idylle                    | /             | /                | /                                              | /                              |
| Le joyeux one steep (sic)                 | One-step ?                | /             | /                | /                                              | /                              |
| Lettres au camp                           | Romance                   | /             | /                | Jules Delhaxhe                                 | /                              |
| London Girls (Les filles de Londres)      | Foxtrot                   | /             | 1911             | Lauweryns                                      | F562L                          |
| Marche joyeuse                            | Marche                    | /             | /                | /                                              | /                              |
| Murmure des bois                          | /                         | /             | /                | Maison de Aynssa, De Saedeler & Cie successeur | /                              |
| The New-York Girls                        | Foxtrot                   | 124           | /                | Maison de Aynssa, De Saedeler & Cie successeur | 2795                           |
| Pensée mystique                           | Méditation                | /             | /                | Maison de Aynssa, De Saedeler & Cie successeur | /                              |
| Plainte d'amour                           | Valse lente               | /             | /                | /                                              | /                              |
| Pour toujours                             | Suite de valses           | /             | /                | /                                              | /                              |
| Pourquoi ne pas m'aimer                   | Valse boston              | /             | /                | Jules Delhaxhe                                 | /                              |
| The Queen of Smiles (La reine du sourire) | Valse                     | /             | /                | Maison musicale moderne                        | W318P                          |
| La reine du Dancing                       | Valse                     | /             | /                | Jules Delhaxhe                                 | /                              |
| Salut à Liège                             | Marche                    | 111 ou 105    | /                | Maison de Aynssa, De Saedeler & Cie successeur | 3090                           |
| Sérénade égyptienne                       | /                         | 122           | /                | Maison de Aynssa, De Saedeler & Cie successeur | 3042                           |
| Un soir à Venise                          | Idylle                    | 106           | /                | Maison de Aynssa, De Saedeler & Cie successeur | 1114                           |
| La source enchantée                       | /                         | 139           | /                | Paul Struyf                                    | P832S                          |
| Sous bois                                 | Mazurka                   | 107           | /                | Maison de Aynssa, De Saedeler & Cie successeur | /                              |
| Souveraine                                | Grande suite de valses    | /             | /                | Maison de Aynssa, De Saedeler & Cie successeur | /                              |
| Tango d'amour                             | Tango                     | /             | /                | Maison de Aynssa, De Saedeler & Cie successeur | 4474                           |
| Tout Bruxelles                            | Marche                    | 59            | /                | Maison de Aynssa, De Saedeler & Cie successeur | 4493                           |
| Valse de ballet                           | Valse de ballet           | 150           | /                | Jules Delhaxhe                                 | /                              |
| Valse folle                               | Valse                     | /             | /                | Maison de Aynssa, De Saedeler & Cie successeur | 4469                           |
| La Valse de Manon                         | Valse                     | /             | /                | Maison de Aynssa, De Saedeler & Cie successeur |                                |
| Vision                                    | Romance                   | /             | /                | /                                              | /                              |
| Vision d'automne                          | Mélodie-élégie            | 157           | /                | Lyra[Lequel ?]                                 | 56                             |
| Vision d'automne                          | Mélodie-élégie            | 157           | /                | Jules Delhaxhe                                 | /                              |
| La voix du vent                           | Caprice                   | /             | /                | /                                              | /                              |

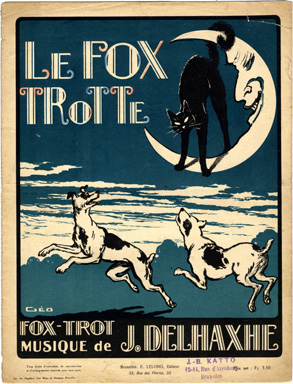
Le Fox Trotte aux éditions Maison E. Lelong, illustré par Géo
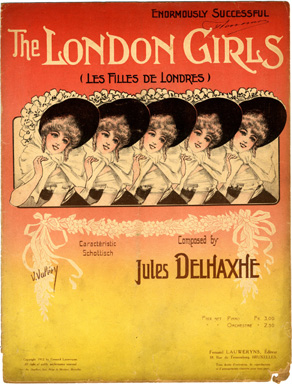
London Girls aux éditions Lauweryns, illustré par Valery
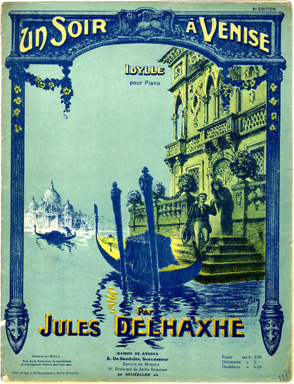
Un soir à Venise aux éditions de la Maison de Aynssa, De Saedeler & Cie successeur, illustré Valery
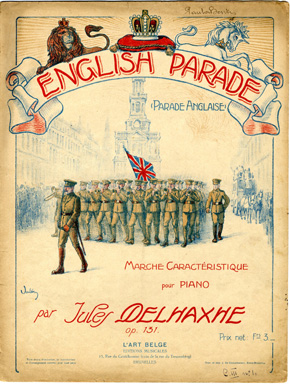
English Parade (Parade anglaise) aux éditions de Éditions musicales de l'art belge, illustré par Valery
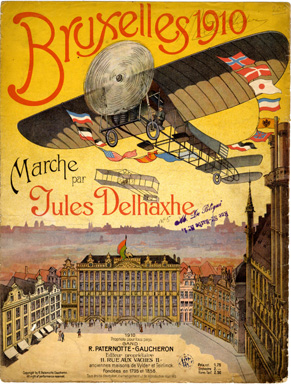
Bruxelles 1910 aux éditions Paternotte-Gaucheron , sans illustrateur connu
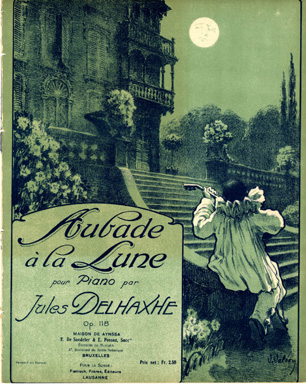
Aubade à la Lune aux éditions de la Maison de Aynssa, De Saedeler & Cie successeur, illustré par Valery

### Presse
- La Legia, Liège, 17 avril 1942.
- La Meuse, Quotidien régional, Liège, mars 1890 – juin 1937.
- La Rampe, revue des théâtres, musics-halls, concerts, cinématographes, Paris, 28 novembre 1920.
- La Wallonie, Liège, septembre 1925 – février 1932.
- Le Monde artiste, théâtre, musique, beaux-arts, littérature, Paris, 19 novembre 1905.
- Le Soir, Bruxelles, 18 mai 1930.

### Fonds d'archives
- Archives de l'État, Liège, Fond du Conservatoire royal de Musique de Liège 1826-1945, dossiers n° 155, 156, 157, 176, 177, 183, 184, 185, 186.
- Archives du Conservatoire royal de Liège, Liège, Dossier des examens semestriels de mai 1900.

### Livre
- HENCEVAL, Émile (dir.), Dictionnaire du jazz à Bruxelles et en Wallonie, Liège, Mardaga, 1991.